# 백작 (후진)
백작(白雀)은 중국 후진(後秦) 진왕(秦王) 요장(姚萇)이 사용한 연호이다. 384년 4월에서 386년 4월까지 3년 동안 사용하였다. 384년 4월, 전진(前秦)으로부터 자립한 요장은 대장군-대선우-만년진왕(大將軍大單牛萬年秦王)을 자칭하면서 개원하였다.
같은 시기에 사용된 다른 연호로는 동진(東晉)에서 사용한 태원(太元 : 376년 ~ 396년), 전진(前秦)에서 사용한 건원(建元 : 365년 ~ 385년), 태안(太安 : 385년 ~ 386년), 후연(後燕)에서 사용한 연원(燕元 : 384년 ~ 386년), 건흥(建興 : 386년 ~ 396년), 서진(西秦)에서 사용한 건의(建義 : 385년 ~ 388년), 서연(西燕)에서 사용한 연흥(燕興 : 384년), 경시(更始 : 385년 ~ 386년), 창평(昌平 : 386년), 건명(建明 : 386년), 건평(建平 : 386년), 건무(建武 : 386년), 북위(北魏)에서 사용한 등국(登國 : 386년 ~ 396년)이 있다.

## 연대대조표
| 백작                | 원년            | 2년                  | 3년                                                                 |
| 서력                | 384년           | 385년                | 386년                                                               |
| 육십간지 (六十干支) | 갑신(甲申)      | 을유(乙酉)           | 병술(丙戌)                                                          |
| 동진 (東晉)         | 태원(太元) 9년  | 10년                 | 11년                                                                |
| 전진 (前秦)         | 건원(建元) 20년 | 21년 태안(太安) 원년 | 2년                                                                 |
| 후연 (後秦)         | 연원(燕元) 원년 | 2년                  | 3년 건흥(建興) 원년                                                 |
| 서진 (西秦)         | -               | 건의(建義) 원년      | 2년                                                                 |
| 서연 (西燕)         | 연흥(燕興) 원년 | 경시(更始) 원년      | 2년 창평(昌平) 원년 건명(建明) 원년 건평(建平) 원년 건무(建武) 원년 |
| 북위 (北魏)         | -               | -                    | 등국(登國) 원년                                                     |

## 같이 보기
- 중국의 연호

| 이전 연호 - | 중국의 연호 후진(後秦) | 다음 연호 건초(建初) |